# Carlos Mata

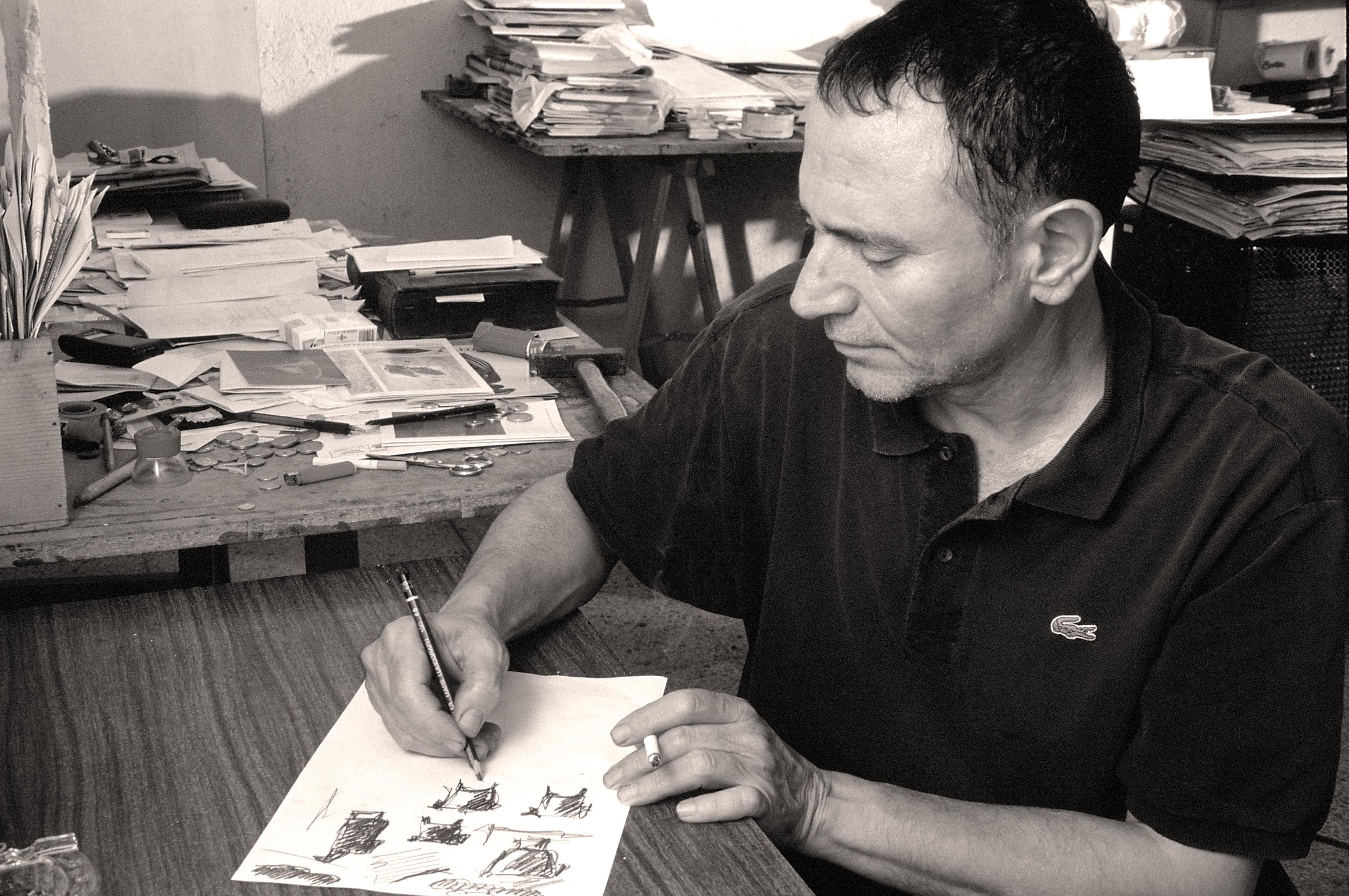
Carlos Mata

Carlos Vazquez Mata  (* 18. Oktober 1949 Palma de Mallorca; † 22. Juli 2008) war ein zeitgenössischer spanischer Künstler. Seine Arbeitsschwerpunkte waren Tiere im modernen Design.

## Leben

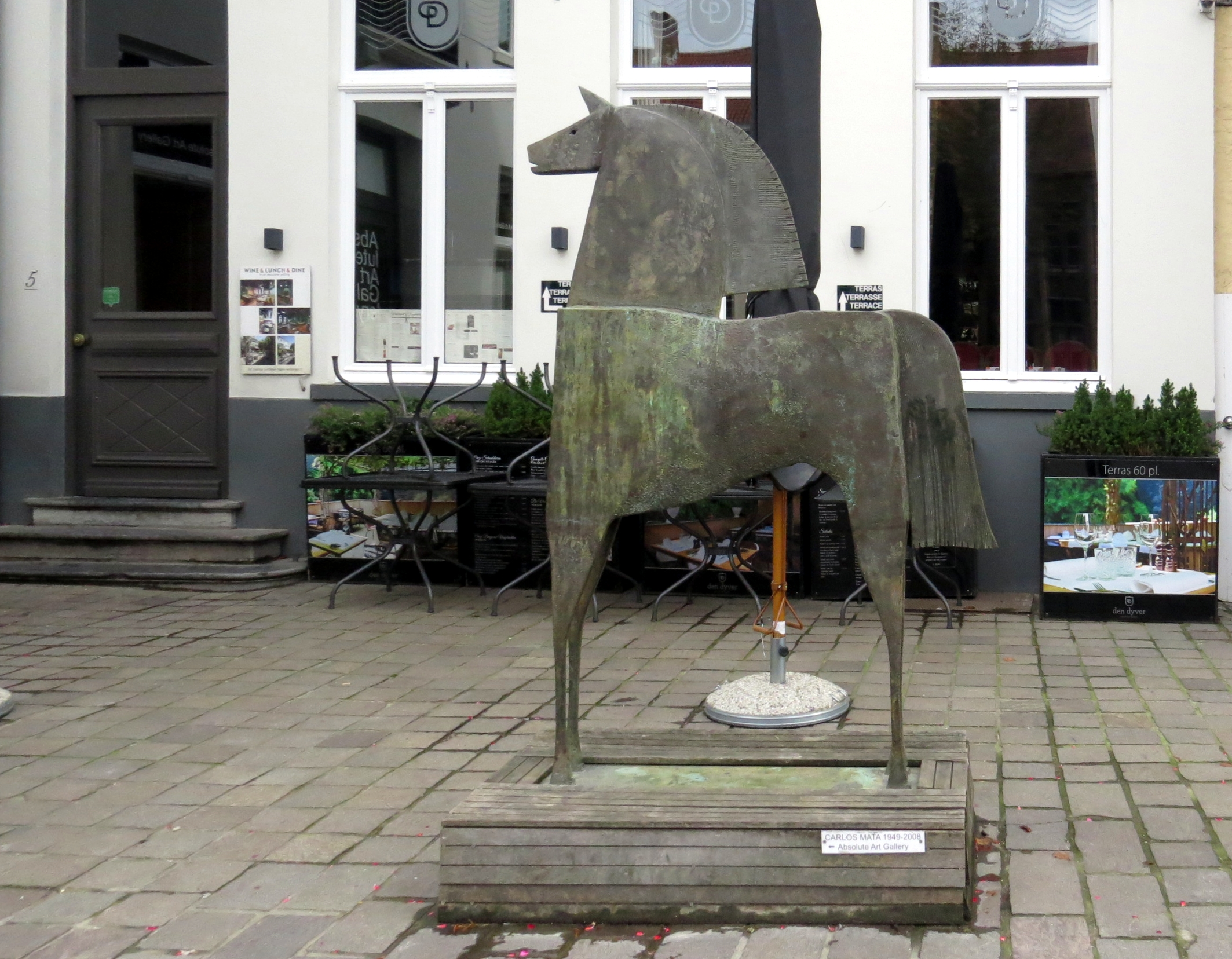
Pferd Kyros, Standort in Brügge vor der Kunstgalerie

Carlos Mata wurde 1949 in Palma de Mallorca geboren. Er studierte Kunst an der Escola de Belles Arts de Barcelona und an der École nationale supérieure des beaux-arts de Paris. Danach machte er sich selbstständig und nahm seinen Wohnsitz zunächst in Spanien und 1978–1982 in Frankreich. Er konzentrierte sich vor allem auf Tierskulpturen.

## Werke (Auswahl)
Die Arbeiten in minimalistischer Formgebung sind weltweit bekannt. Einige Werke befinden sich in öffentlichen Sammlungen in Spanien, Deutschland, Schweiz, England und in den Vereinigten Staaten.
Insgesamt sind mehr als 50 verschiedene Skulpturen des Künstlers gelistet, darunter zahlreiche Pferde (mit Namen wie Eunice, Erynis, Narssimo), auch nur als Silhouetten, des Weiteren Stiere (blaue und braune; einige auch mit Namen wie Guapo II and Vaca Nina), Hähne und abstrakte Personen.
 Die Größe der Werke reicht von klein und handlich bis zu überlebensgroßen Darstellungen. Der überwiegende Teil der Arbeiten in Bronze gegossen, es gibt auch Figuren aus Eisen und aus Glas. Außer Skulpturen fertigte Mata auch mindestens zwei Gemälde.
Beispiele
- Pferd Kyros; Bronze; Maße: 37,5 × 30 × 8,5 cm; limitierte Auflage 275 Stück (siehe Bild)
- Kuh Laya; Bronze überzogen; Maße 35 × 26,5 × 10 cm; limitierte Auflage 275 Stück
- 1984: Una joven („Ein junges Mädchen“); Bronze; Maße: 45,5 × 21 × 9,5 cm
- Pferd Drimaco[5]
- Stier Prestige; Bronze

## Ausstellungen
Carlos Mata beteiligte sich an verschiedenen internationalen Ausstellungen der modernen Kunst und erhielt einige Preise bei Wettbewerben.

### Solo
- 2003: The Essence of the Forms; Galerie Argo, Knokke-le-Zoute, Belgien, 13. September 2003–17. November 2003
- 2002: Sculptures; Galerie Vivendi, Paris, 12. September 2002–13. November 2002
- 2001/02: Galerie Schrade, Karlsruhe, 5. Dezember 2001–11. Januar 2002
- 2001: 3 Punts Galeria, Barcelona
- 1997: Galería Kreisler, Madrid

### Beteiligungen an Kunstwettbewerben und Gruppenausstellungen
- 2003: St’art – Foire d’art contemporain de Strasbourg, n°7, Parc des expositions du Wacken; Strasbourg, 31. Januar 2003–3. Februar 2003; durchgeführt von der Galerie Vivendi aus Paris
- 2002: 1er ArtSud Salon International d’Art Contemporain du Sud, Palais des Congrès, Paris; 18. April 2002–21. April 2002; durchgeführt von der Galerie Vivendi aus Paris
- 2002: Art Miami, n°12, Miami Beach Convention Center, Miami Beach, USA; 4. Januar 2002–8. Januar 2002; durchgeführt von der Galerie Vivendi aus Paris
- 2001: Galerie Vivendi, Paris: Marie Marziac und Carlos Mata; 13. September 2001–?
- 1999: INTERART ‘99 – 14a Fira Internacional d’Art, Valencia; 20. Oktober 1999–24. Oktober 1999; durchgeführt von der Galerie Quasars, Mallorca

### Ständige Ausstellungen
- Schloss Mochental, Deutschland
- Galerie Fries, Kaarst
- Galerie Absolute Art, Brügge.